# Cynthia (manequim)
Cynthia foi um manequim criado em 1932 pelo escultor e designer Lester Gaba. Um manequim incomumente natural e de aparência humana, Gaba usou a atenção que Cynthia conquistou para antropomorfizá-la ainda mais. Como resultado, Gaba e Cynthia ficaram famosos, com Gaba ficando conhecido por seus manequins, e com Cynthia aparecendo na capa da Life Magazine, e sendo convidada para festas do jet set norte-americano e para o casamento do Duque de Windsor e Wallis Simpson.

## Historia
Em 1932, o artista Lester Gaba criou Cynthia para a Saks Fifth Avenue, um modelo de gesso de 45 quilogramas, que, incomumente, tinha imperfeições humanas realistas como sardas e dedos e pés de tamanhos diferentes.
Na década de 1930, a fama de Cynthia abrangeu convites para eventos importantes, aparições públicas e patrocínios para joias, roupas e muito mais.
O sucesso de Cynthia terminou quando o manequim escorregou de uma cadeira em um salão de beleza e se despedaçou.